# Бахтин, Николай Иванович
 Николай Иванович Бахтин  (1796—1869) — русский государственный деятель, статс-секретарь (31.12.1835), действительный тайный советник (26.08.1856).

## Биография
Происходил из беспоместных дворян Орловской губернии; был третьим сыном Ивана Ивановича Бахтина. По окончании Харьковской гимназии в 1812 году поступил на службу канцеляристом в харьковское губернское правление. С переездом отца в 1815 году в Петербург, определился в экспедицию для ревизии счетов, где отец его состоял управляющим; через год перешел в канцелярию статс-секретаря по принятию прошений на Высочайшее имя приносимых и оставался там до 1823 года. В 1822 году он получил диплом Санкт-Петербургского университета.
Был одним из сильнейших шахматистов Петербурга. (Линдер И. М. У истоков шахматной культуры. — С. 63). Д. Н. Свербеев указывал, что отвечая на его вопрос Бахтин ответил: «Видишь ли, мой любезнейший, двадцатилетним юношей я старательно изучал шахматную игру и добивался сделаться её знатоком, а когда убедился на опыте, что часто люди весьма посредственных способностей по долгом в этой игре упражнении делаются её знаменитостями, то бросил бы совсем шахматную доску. Игра сама по себе скучна, а превосходство в ней моего самолюбия не удовлетворяет».
Был в близких дружеских отношениях с П. А. Катениным, участвовал в кружке нескольких молодых литераторов, известном под именем катенинского. Однако, на литературное поприще он не вступил, хотя и напечатал предисловие, к изданным в 1832 году под его редакцией, сочинениям Катенина. Кроме того в период времени с 1821—1828 гг. он поместил ряд критических статей по истории русской литературы под псевдонимом «М. И.» в журналах «Сын Отечества», «Вестник Европы» и «Атеней».
В 1823 году Н. И. Бахтин поступил в капитул орденов; это назначение позволило ему быть за границей в качестве секретаря при канцлере орденов Алексее Борисовиче Куракине. В 1825 году поступил в провиантский департамент военного министерства.
С 1827 года состоял при главном начальнике морского штаба, генерал-адъютанте князе Меншикове и участвовал с ним в 1828 году в морской экспедиции к Анапе. В 1831 году Бахтин был назначен правителем дел комитета для образования флота и заведующим делами по части финляндского генерал-губернаторства при князе Меншикове; в 1833 году редактировал «Свод морских постановлений». В 1834 году он был назначен управляющим делами комитета министров и в чине действительного статского советника удостоился звания статс-секретаря его императорского величества.
В 1843 году, получив чин тайного советника, он был назначен государственным секретарем. В 1853 году был назначен членом Государственного совета по департаменту государственной экономии. Бахтин много трудился при рассмотрении проекта нового устава гражданского судопроизводства и был убеждённым защитником судебной реформы; затем в качестве члена главного комитета об устройстве сельского состояния, куда он был назначен 19 февраля 1861 года, Николай Иванович Бахтин со свойственной ему энергией поддерживал полное и обеспеченное землей освобождение крестьян. Как председатель комиссии для составления рекрутского устава, он указал необходимость радикального изменения старой системы; работал он также в комиссии по уничтожению откупов .
Скончался Николай Иванович Бахтин, состоя неслужебным членом Государственного совета, в чине действительного тайного советника и кавалером ордена Святого Владимира 1-й степени.
У Николая Ивановича Бахтина и Дарьи Ивановны Бахтиной (урождённая Петерсон) было много детей - дочери Дарья, Глафира, сыновья - Иван, Владимир, Владислав, Георгий, Алексей, Николай.  Сын - Алексей Николаевич Бахтин - государственный деятель родился в Санкт-Петербурге. Женат - имел сыновей - Николай Алексеевич Бахтин, Алексей Алексеевич Бахтин,  Сергей Алексеевич Бахтин - внук Николая Ивановича и Дарьи Ивановны - 15 июня 1858 г. Санкт-Петербург, русский дворянин, статский советник, 39 лет проработал на Главном Почтамте в Санкт-Петербурге, убит 1 октября 1921 года "большевиками-коммунистами" во время "красного террора" в Петрограде. Жена Надежда Яковлевна Бахтина, урожденная Рябкова 08.24.1863 г.р. в г. Шлиссельбург, сын Вениамин Сергеевич Бахтин 31.03.1888 г.р. в г. Санкт-Петербург - известный профессор, миколог, фитопотолог (правнук Николая Ивановича и Дарьи Ивановны Бахтиных). "24.01.1925 г. Сергея Алексеевича Бахтина метрическое свидетельство от 15.06.1858 г. № 65 (1 лист) и послужной список Алексея Николаевича Бахтина его отца (3 листа) изъяты и находятся в ЧЛС канц. ПЖЕ. Приняла 28.01.25 - Спетува". Вениамин Сергеевич Бахтин женат на Екатерине Алексеевне Бахтиной (урожденная Бибикова,из старинного дворянского рода). Имели детей - Лев, Татьяна, Надежда, Сергей.  Арестован при "большом терроре" в Ленинграде, ночью, 7 февраля 1933 г. на своей квартире, расстрелян "сталинистами-коммунистами" 17 сентября 1937 г. в Колпашево Томской обл.
Сын — Николай Николаевич Бахтин, переводчик, поэт. Материально поддерживал многодетную семью двоюродной сестры Елизаветы Андреевны, бывшей замужем за действительным статским советником Михаилом Петровичем Шуриновым  (1827—1889).

## Награды
- Орден Святой Анны 3-й степени (25.04.1823)
- Орден Святого Владимира 4-й степени (23.12.1826)
- Орден Святой Анны 2-й степени (09.07.1828)
- Императорская корона к ордену Святой Анны 2-й степени (01.01.1830)
- Орден Святого Владимира 3-й степени (06.12.1830)
- Знак отличия беспорочной службы за XV лет (22.08.1831)
- Орден Святого Станислава 2-й степени со звездой (31.12.1832)
- Знак отличия беспорочной службы за XX лет (22.08.1836)
- Орден Святого Станислава 1-й степени (18.04.1837)
- Табакерка с алмазами и вензелем императора Николая I (01.01.1839)
- Орден Святой Анны 1-й степени (25.06.1839)
- Орден Святого Владимира 2-й степени (03.11.1840)
- Знак отличия беспорочной службы за XXV лет (22.08.1843)
- Орден Белого орла (28.12.1846)
- Знак отличия беспорочной службы за XXX лет (22.08.1848)
- Орден Святого Александра Невского (01.01.1849)
- Бриллиантовые знаки к ордену Святого Александра Невского (01.01.1851)
- Знак отличия беспорочной службы за XXXV лет (22.08.1853)
- Бриллиантовый перстень с портретом Его Императорского Величества (01.01.1856)
- Знак отличия беспорочной службы за XL лет (11.09.1858)
- Орден Святого Владимира 1-й степени (08.09.1859)
- Тёмно-бронзовая медаль «За покорение Западного Кавказа» (02.10.1864)
- Табакерка с алмазами и портретом императора Александра II (04.09.1866)